# John Sanborn

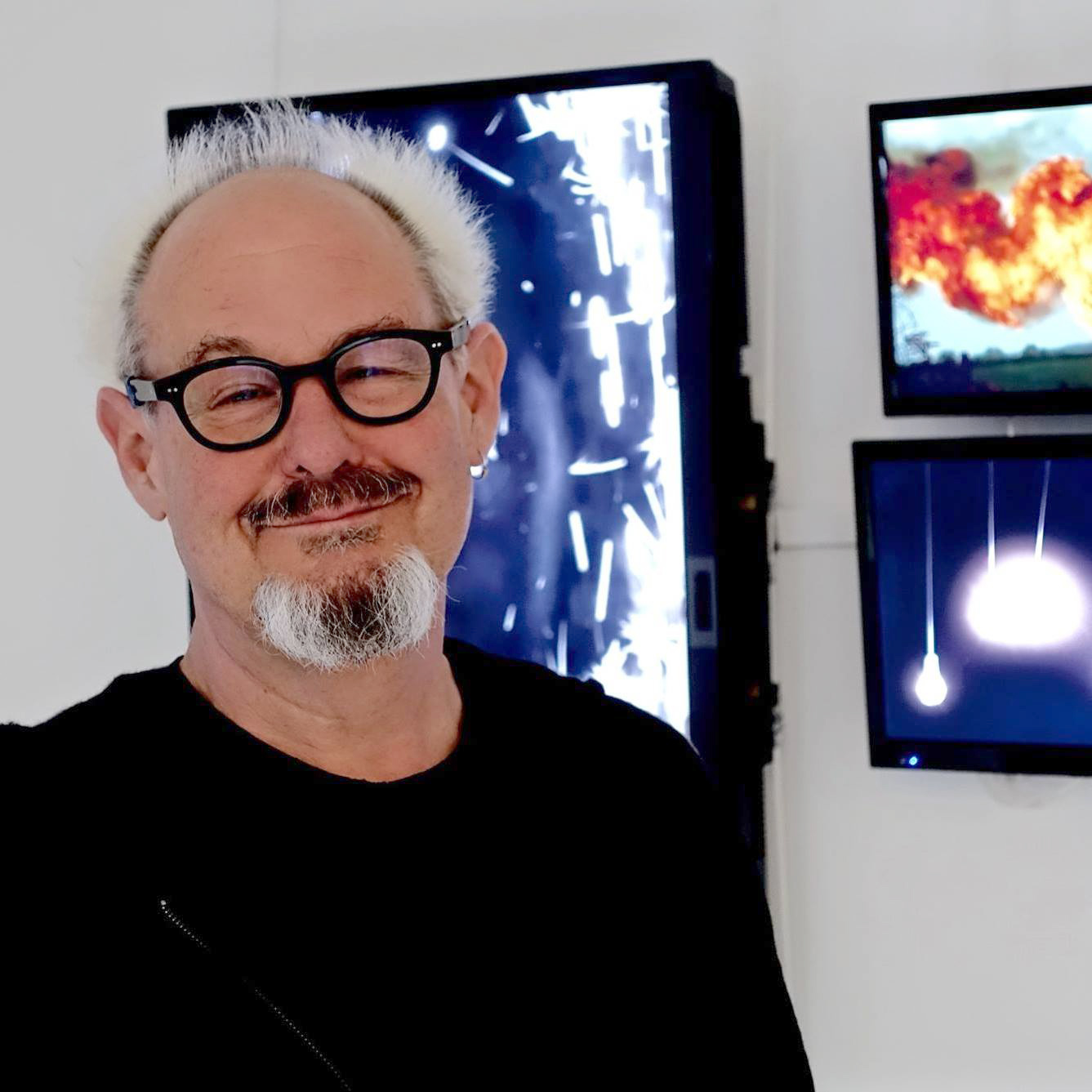
John Sanborn (2016)

John Sanborn (* 1954 in Copiague, Suffolk County) ist ein US-amerikanischer Videokünstler.

## Leben und Werk
Sanborn studierte an der Fordham University und der New York University. Er erhielt mehrere Auszeichnungen, unter anderen vom National Endowment for the Arts, der Rockefeller-Stiftung und dem New York State Council on the Arts. An zahlreichen Universitäten lehrte er.
Von 1976 bis 1982 arbeitete Sanborn zusammen mit Kit Fitzgerald an experimentellen Videoarbeiten. 1983 starteten Sanborn und Mary Perillo einige Fernsehproduktionen, die in Zusammenarbeit mit Twyla Tharp, Lee Breuer und David Van Tieghem verwirklicht wurden. Mit Dean Winkler arbeitete Sanborn an mehreren Projekten.
Sanborns Videos werden international gezeigt. Unter anderem auf der Whitney Biennial; dem Museum of Modern Art in New York; im American Film Institute, Los Angeles; den Internationalen Filmfestspielen in Berlin; dem Centre Georges Pompidou, Paris; Institute of Contemporary Arts, London und dem Festival Internacional de Cine de San Sebastián. Sanborn lives in California.